# Eurispa albipennis
Eurispa albipennis là một loài bọ cánh cứng trong họ Chrysomelidae. Loài này được Germar miêu tả khoa học năm 1848.